# Луций Юлий Цезар II
Вижте пояснителната страница за други личности с името Луций Юлий Цезар.
Луций Юлий Цезар II (на латински: Lucius Iulius Caesar) e римски патриций.
Произлиза от знатната фамилия Юлии. Фамилията Юлии Цезари произлиза от Юл, син на Еней и така от богинята Венера. Тя се издига политически по времето на опитите за реформи на Гракхите и издигането на Гай Марий.
Луций е син на Секст Юлий Цезар (консул 157 пр.н.е.). Внук е на Секст Юлий Цезар I, който е претор през 166 пр.н.е. Роднина е на Секст Юлий Цезар (консул 91 пр.н.е.) и Гай Юлий Цезар Старши (претор 92 пр.н.е.), бащата на диктатора със същото име.
Жени се за Попилия и двамата стават родители през 135 пр.н.е. на Луций Юлий Цезар III (консул 90 пр.н.е.) и през 130 пр.н.е. на Гай Юлий Цезар Страбон Вописк, който е също политик, пише трагедии и добър оратор. Баща е и на Юлия Корнелия Цезарис или Юлила (+ 104 пр.н.е.), която става първата съпруга на диктатор Луций Корнелий Сула.
Двата му сина са убити през 87 пр.н.е. при уличните битки с Гай Марий в Рим. Синът му Луций се жени за Фулвия, дъщеря на Марк Фулвий Флак (консул 125 пр.н.е.).
Луций II става дядо на децата на Луций III:
- Луций Юлий Цезар IV, консул 64 пр.н.е.
- Юлия Антония, съпруга на Марк Антоний Кретик и има с него три сина, между тях по-късният тиумвир Марк Антоний.

Дядо е и на детето на дъщеря му Юлия Цезарис (Юлила) Корнелия Сула, съпруга на Квинт Помпей Руф и има две деца, дъщеря Помпея, която става втората съпруга на Юлий Цезар и син Квинт Помпей Руф (народен трибун 52 пр.н.е.).